# Comuna de Strzelce Wielkie
Strzelce Wielkie (polaco: Gmina Strzelce Wielkie) é uma gminy (comuna) na Polónia, na voivodia de Lodz e no condado de Pajęczański. A sede do condado é a cidade de Strzelce Wielkie.
De acordo com os censos de 2004, a comuna tem 4927 habitantes, com uma densidade 63,4 hab/km².

## Área
Estende-se por uma área de 77,66 km², incluindo:
- área agrícola: 82%
- área florestal: 10%

## Demografia
Dados de 30 de Junho 2004:
|                      | Total   | Total | Mulheres | Mulheres | Homens  | Homens |
| -------------------- | ------- | ----- | -------- | -------- | ------- | ------ |
|                      | pessoas | %     | pessoas  | %        | pessoas | %      |
| População            | 4927    | 100   | 2496     | 50,7     | 2431    | 49,3   |
| Densidade (pop./km²) | 63,4    | 100   | 32,1     | 32,1     | 31,3    | 31,3   |

De acordo com dados de 2002, o rendimento médio per capita ascendia a 1191,83 zł.

## Subdivisões
- Antonina, Dębowiec Mały, Dębowiec Wielki, Górki, Marzęcice, Pomiary, Skąpa, Strzelce Wielkie, Wiewiec, Wistka, Wola Jankowska, Wola Wiewiecka, Zamoście-Kolonia, Zamoście-Wieś.

## Comunas vizinhas
- Lgota Wielka, Ładzice, Nowa Brzeźnica, Pajęczno, Sulmierzyce